# Хрипки
Хрипки́ —  село в Україні, у Зіньківській міській громаді Полтавського району Полтавської області. Населення становить 77 осіб. До 2020 орган місцевого самоврядування — Шилівська сільська рада. 

## Географія
Село Хрипки знаходиться за 1 км від лівого берега річки Грунь. На відстані 0,5 км розташоване село Підозірка. По селу протікає пересихаючий, сильно заболочений струмок. Поруч проходить автомобільна дорога Т 1706.

## Населення

### Мова
Розподіл населення за рідною мовою за даними перепису 2001 року:
| Мова       | Кількість | Відсоток |
| ---------- | --------- | -------- |
| українська | 75        | 97.4%    |
| російська  | 2         | 2.6%     |
| Усього     | 77        | 100%     |

## Історія та сьогодення
Цей хутір існує з давніх козацьких часів, але на сьогодні ті 77 осіб, що в ньому мешкають, не є корінними жителями. Та й він сам скоро зникне з карти. Як Могильне, Вишневий, Бородавки, Левошки... 
Раніше на Хрипках жили люди з двома прізвищами. Дві гілки - Хрипко та Тихоновичі. І сьогодні багато їх нащадків ще проживають тут та поряд, а інші - приїздять, не забуваючи свого коріння.
12 червня 2020 року, відповідно до розпорядження Кабінету Міністрів України № 721-р «Про визначення адміністративних центрів та затвердження територій територіальних громад Полтавської області», село увійшло до складу Зіньківської міської громади.
19 липня 2020 року, в результаті адміністративно - територіальної реформи та ліквідації Зіньківського району, село увійшло до складу новоутвореного Полтавського району Полтавської області.